# Stary Olsztyn
Stary Olsztyn (deutsch Alt Allenstein) ist ein Dorf in der Gmina Purda (Landgemeinde Groß Purden) im Powiat Olsztyński (Kreis Allenstein) in der polnischen Woiwodschaft Ermland-Masuren.

## Geographische Lage
Das Dorf liegt etwa elf Kilometer westlich von Purda und acht Kilometer südlich von Olsztyn. Stary Olsztyn hatte im Jahr 2014 178 Einwohner.

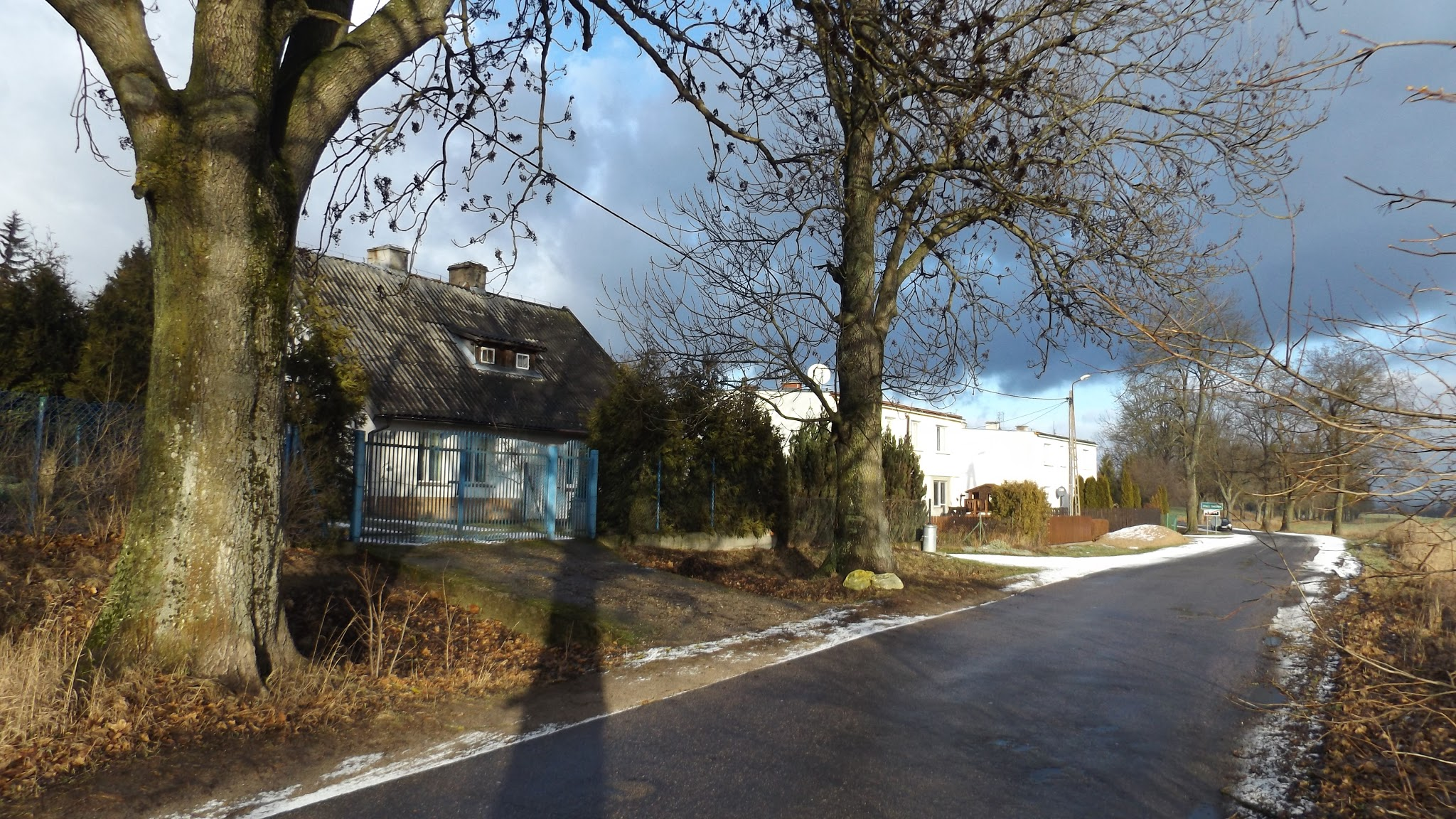
Landstraße in Stary Olsztyn

## Geschichte
Das preußische Gutsdorf Alt Allenstein wurde nach dem Zweiten Frieden von Thorn 1466 Teil des Königreichs Polen und gehörte von 1772 bis 1918 zum Königreich Preußen und bis 1945 zum Deutschen Reich.
An der Stelle des kleinen Gutes sollte ursprünglich die Gründung der Stadt Allenstein erfolgen. Doch man bevorzugte dann den jetzigen Standort drei Kilometer weiter nördlich.
Im Jahre 1857 hatte Alt Allenstein 134 Einwohner. Das Gut verfügte über 379 Morgen Ackerland, 110 Morgen Wiesen, 170 Morgen Wald sowie eine Brennerei. Die Volkszählung am 3. Dezember 1861 erbrachte für das Gut: 652 Morgen Fläche, vier Wohngebäude und 123 Einwohner.
Von 1874 bis 1945 war Alt Allenstein in den Amtsbezirk Klaukendorf (polnisch Klewki) im ostpreußischen Kreis Allenstein eingegliedert. Die Einwohnerzahl des Gutsbezirks belief sich im Jahre 1910 auf 103.
Aufgrund der Bestimmungen des Versailler Vertrags stimmte die Bevölkerung im Abstimmungsgebiet Allenstein, zu dem Alt Allenstein gehörte, am 11. Juli 1920 über die weitere staatliche Zugehörigkeit zu Ostpreußen (und damit zu Deutschland) oder den Anschluss an Polen ab. In Alt Allenstein stimmten 40 Einwohner für den Verbleib bei Ostpreußen, auf Polen entfielen keine Stimmen.
Am 30. September 1928 verlor Alt Allenstein seine Selbständigkeit. Das Dorf wurde in die Nachbargemeinde Schönwalde (polnisch Szczęsne) eingegliedert.

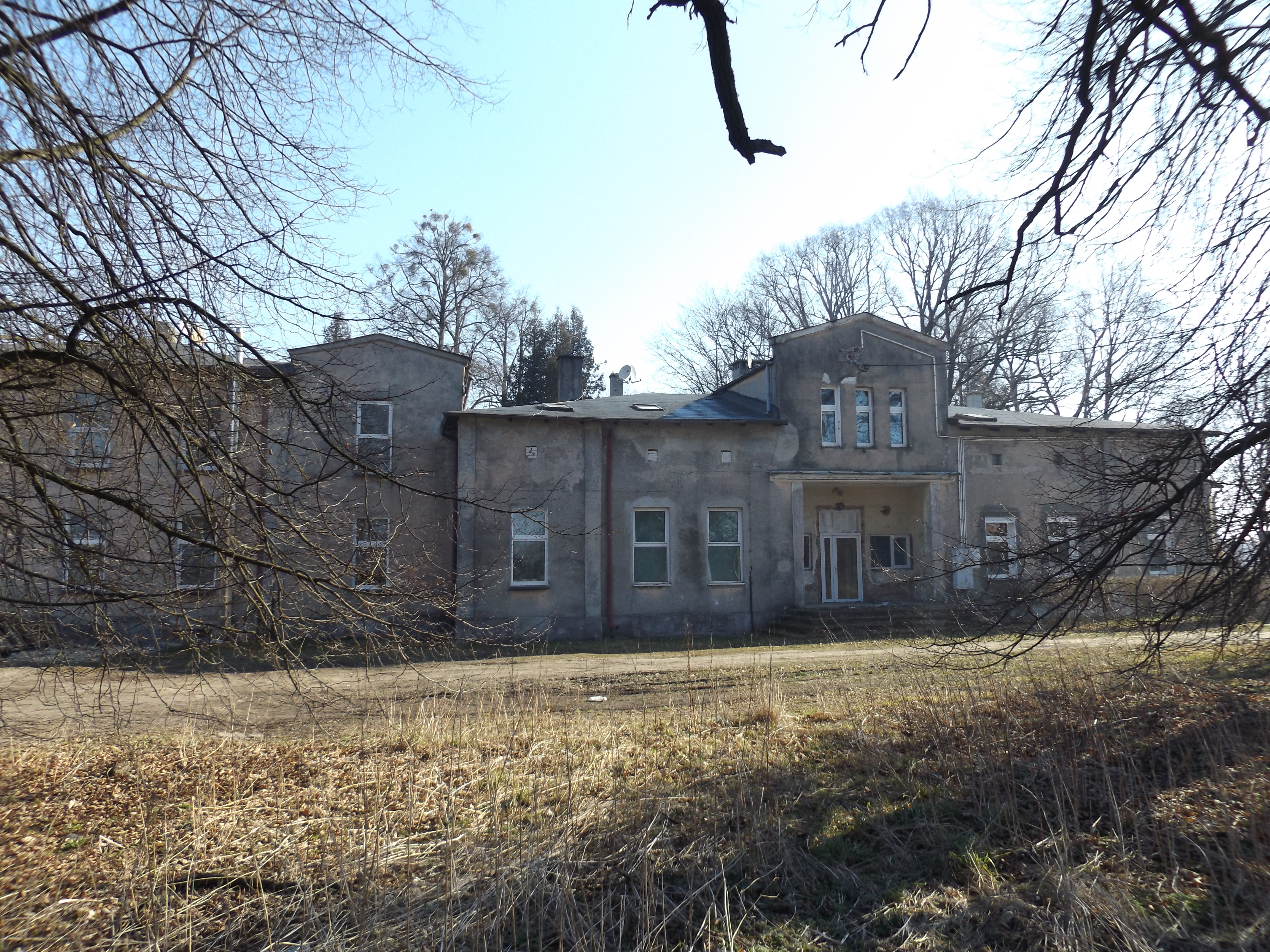
Das einstige Gutshaus Alt Allenstein in Stary Olsztyn

Als 1945 in Kriegsfolge das gesamte südliche Ostpreußen an Polen fiel, erhielt Alt Allenstein die polnische Mamensform „Stary Olsztyn“. Heute ist das kleine Dorf eine Ortschaft innerhalb der Landgemeinde Purda (Groß Purden) im Powiat Olsztyński (Kreis Allenstein), zwischen 1975 und 1998 der Woiwodschaft Olsztyn, seither der Woiwodschaft Ermland-Masuren zugehörig.
Das Gutshaus in Alt Allenstein entstand um 1900. Leider wurde es nach dem Zweiten Weltkrieg ungünstig restauriert. Es befindet sich heute im Besitz einer staatlichen Agentur für Immobilien.

## Kirche
Bis 1945 war Alt Allenstein in die evangelische Kirche Allenstein (polnisch Olsztyn) in der Kirchenprovinz Ostpreußen der Kirche der Altpreußischen Union, außerdem in die römisch-katholische Kirche Klaukendorf (polnisch Klewki) im damaligen Bistum Ermland eingepfarrt.
Der Bezug zu beiden Kirchen besteht für Stary Olsztyn heute noch: zur nunmehr nach Christus, dem Erlöser benannten Kirche Olsztyn, jetzt in der Diözese Masuren der Evangelisch-Augsburgischen Kirche in Polen gelegen, bzw. zur katholischen St.-Valentins-Kirche in Klewki, jetzt dem Erzbistum Ermland zugeordnet.

## Verkehr

### Straße
Stary Olsztyn liegt an einer Nebenstraße, die Szczęsne (Schönwalde) an der polnischen Landesstraße 53 (einstige deutsche Reichsstraße 134) mit Bartążek (Klein Bertung) und Bartąg (Groß Bertung) an der Woiwodschaftsstraße 527 verbindet. Außerdem führt eine Nebenstraße von Olsztyn Jaroty in der Stadt Olsztyn aus direkt in den Ort.
Östlich von Stary Olsztyn verläuft die Olsztyner Umfahrungsstrecke einer gemeinsamen Trasse der Schnellstraßen S 16 und S 51. Die für Stary Olsztyn nächstliegenden Anschlussstellen sind Olsztyn Jaroty (All.-Jomendorf) im Süden sowie Olsztyn Pieczewo (All.-Stolzenberg) im Norden.

### Schienen
Stary Olsztyn hat keinen eigenen Bahnanschluss. Die nächsten Bahnstationen sind Bartąg (Groß Bertung) an der Bahnstrecke Działdowo–Olsztyn und Klewki (Klaukendorf) an der Bahnstrecke Olsztyn–Ełk.

## Persönlichkeit

### Aus dem Ort gebürtig
- Marek Jackowski (* 11. Dezember 1946 in Stary Olsztyn), polnischer Rockmusiker, Gitarrist und Komponist († 2013)